# Natalija Denyssenko

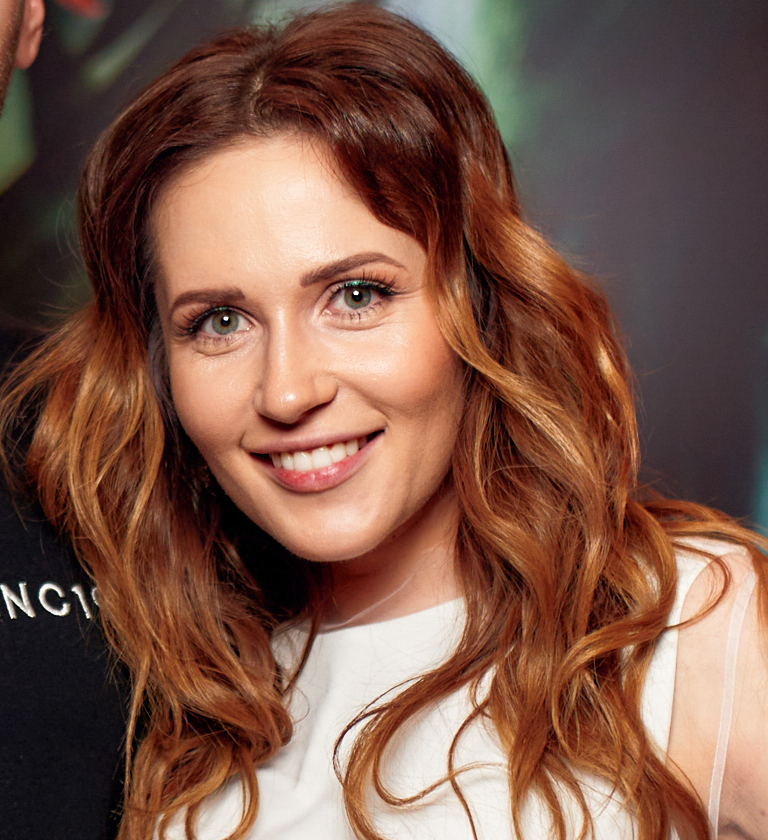
Natalija Denyssenko (2023)

Natalija Oleksandriwna Denyssenko (ukrainisch Наталія Олександрівна Денисенко, * 17. Dezember 1989 in Tschernihiw) ist eine ukrainische Schauspielerin, Synchronsprecherin und Fernsehmoderatorin.

## Leben
Sie hatte 2011 ihr Filmdebüt. 2012 absolvierte sie die Abteilung für Moderatoren von Fernsehprogrammen an der Fakultät für Kinematographie und Fernsehen an der Kiewer Nationalen Universität für Theater, Kino und Fernsehen. Sie produzierte zwei Fernsehsendungen, in denen sie als Autorin und Moderatorin tätig war.
Sie kam in die Schauspielbranche, als Studenten der Fakultät für Schauspiel sie überredeten, in ihrer Abschlussarbeit mitzuspielen. Denyssenko spielte über 40 Rollen in Filmen und Fernsehserien und ist als Synchronsprecherin tätig.

## Filmografie

### Schauspielerin
- 2014: Bratskije usy
- 2014: Kogda nastupit rasswet
- 2015: Raskop
- 2015: Klan juwelirow
- 2016: Notsch swjatogo Walentina
- 2016: Kogda proschloje wperedi
- 2016: Pes
- 2016: Ranenoje serdze
- 2016–2017: Selo na million
- 2016–2017: Meschdu ljubowju i nenawistju
- 2017: Komanda
- 2017: Rezept ljubwi
- 2018: Poljubi menja takoi
- 2019: Sa witrinoi
- 2019: Doroga domoi
- 2019: Wskrytije pokaschet
- 2019–2021: Krepostnaja
- 2020: Wodoworot
- 2020: Saschino delo
- 2021: Awantjura na dwoch
- 2021: Wideo Schit s Nadeschdoi
- 2021: Korolewa dorog
- 2021: Diwtschata
- 2022: Tonkaja rabota
- 2024: Sossedi nawsegda

### Synchronsprecherin
(Quellen:)
- Mission: Impossible II
- Futurama
- Ich steh auf dich
- Alles steht Kopf
- Ein ganzes halbes Jahr
- Phantastische Tierwesen
- Mavka – Hüterin des Waldes